# Изюмское восстание
Изю́мское восста́ние — вооружённое выступление ноября 1918 — января 1919 года жителей Изюмского уезда Харьковской губернии против оккупационных немецких войск и Украинской державы гетмана Павла Скоропадского.

## История
Осенью 1918 года в условиях революции и Гражданской войны в Изюмском уезде были сформированы три партизанских отряда, дислоцировавшиеся в Теплянском, Радьковском и Спиваковском лесах. Центральным ядром восставших в Изюмском уезде стал Изюмский повстанческий полк во главе с полным Георгиевским кавалером Григорием Савоновым, состоявший из рабочих Изюмские главные железнодорожные мастерские Северо-Донецкой железной дороги и крестьян окрестных сёл уезда, который насчитывал более 1 тысячи человек.
После начала гражданской войны Изюмские железнодорожные мастерские стали одним из важных организационных центров и опорных пунктов сторонников свергнутой Советской власти в оккупированном Германской империей Изюмском уезде. Осенью 1918 года под руководством Изюмской подпольной организации РСДРП(б) (КП(б)У ещё не существовала) из рабочих Изюмских железнодорожных мастерских и крестьян соседних сёл были созданы три партизанских отряда.
Цареборисовский партизанский отряд и боевая дружина ж.д. мастерских 10 ноября 1918 года начали Изюмское вооружённое восстание против австро-германских оккупационных войск. Повстанцы заняли и в течение пяти дней удерживали железнодорожную станцию Изюм с окрестностями, в том числе и Главные железнодорожные мастерские, но через пять дней под натиском прибывших регулярных германских войск были вынуждены отступить в сельскую лесную местность и продолжить борьбу партизанскими методами в Изюмском уезде. 1-5 января 1919 года они заняли Изюм, выбив украинский гарнизон Директории и восстановив в городе Советскую власть, павшую в городе 17 апреля 1918 года.
Само вооружённое выступление началось под вечер 10 ноября 1918 года; его возглавил советский революционный комитет (ревком) железнодорожных мастерских. Повстанцы внезапным ударом захватили железнодорожную станцию Изюм с паровозным депо, Главными ж.д. мастерскими, вещевыми и топливными складами.
Общее количество повстанцев составляло 920 человек (500 с винтовками, 20 с шашками, 400 в резерве).
15 ноября командование оккупационных германских сил на Украине направило на подавление восстания крупное регулярное подразделение с кавалерией и артиллерией, в результате чего повстанцы, приняв бой, вынуждены были отступить, но продолжили партизанскую борьбу.
К концу ноября партизаны контролировали восемь волостей уезда.
15 декабря 1918 года их отряды овладели селом (бывшим ранее городом) Цареборисов (в настоящее время — (Красный) Оскол) и осадили Изюм, но взять его не смогли.
21 декабря 1918 года власть в городе Изюм перешла в руки Директории УНР.
К концу 1918 года германо-австрийские оккупационные войска на Украине были деморализованы падением правящих монархий своих стран, распропагандированы советской пропагандой и обескровлены периодическими восстаниями и партизанской активностью населения, немецкое командование было вынуждено начать эвакуацию своих войск на запад, в том числе из Изюма. К тому времени германские войска были деморализованы и не видели смысла воевать в результате произошедшего поражения II Рейха в Первой мировой войне (акт капитуляции был подписан 11 ноября). В декабре 1918 немецкие войска были выведены на запад из Изюмского уезда, в январе 1919 — из всей Харьковской губернии.
В конце декабря подпольный уездный ВРК принял решение о всеобщем восстании.
1-2 января 1919 года в районе станции Изюм с помощью партизанских отрядов и рабочих была установлена Советская власть; 5 января Советская власть была полностью установлена в Изюме и его окрестностях.